# Souvrství Bajada Colorada

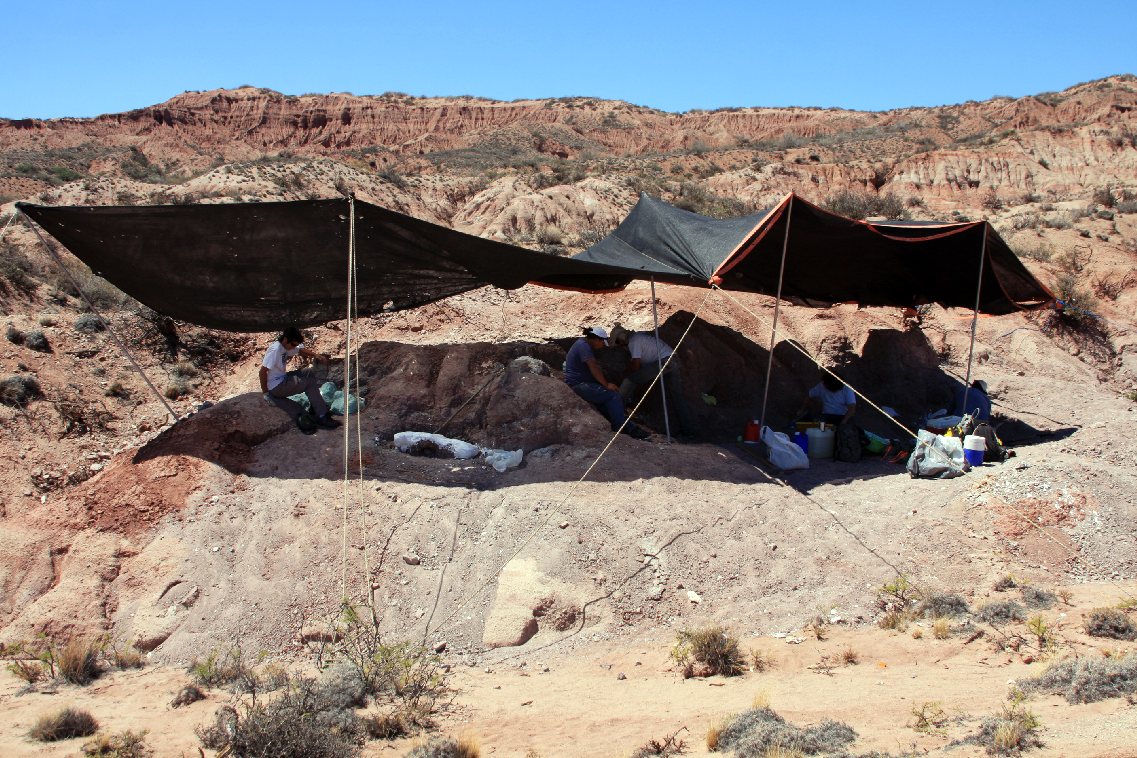
Sedimenty souvrství Bajada Colorada - lokalita objevu rodu Leinkupal.

Souvrství Bajada Colorada je geologickou formací z období rané křídy, jejíž sedimentární výchozy se nacházejí v jižní části argentinské provincie Neuquén.

## Charakteristika
Převládajícím typem horniny tohoto souvrství je pískovec a v menší míře pak slepenec, dále prachovec a jílovec. Stářím spadá toto souvrství do geologických stupňů berrias až valangin (nejranější křída), konkrétní stáří pak činí asi 140 až 134 milionů let. Souvrství je proto významné zejména proto, že uchovává fosilní pozůstatky dinosaurů a dalších živočichů z poměrně málo probádaného období druhohorní éry. Toto geologické souvrství bylo poprvé definováno v roce 1939.

## Objevené druhy dinosaurů

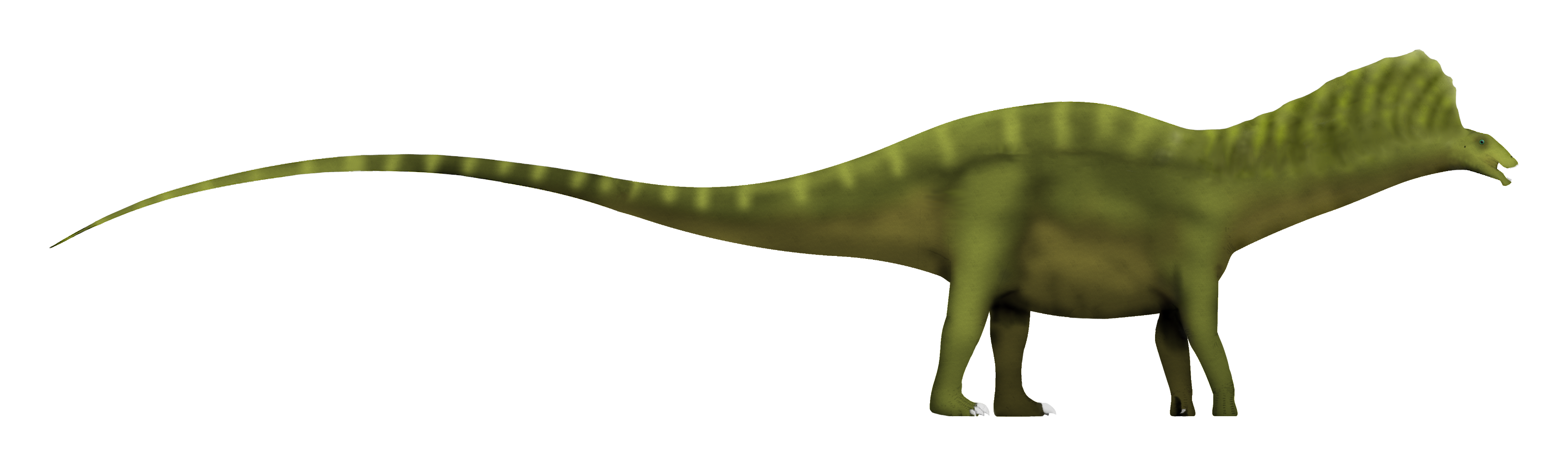
Bajadasaurus - rekonstrukce přibližného vzezření.

- Bajadasaurus pronuspinax[5]

- Leinkupal laticauda[6]

- Ninjatitan zapatai[7]

- Abelisauridae indet.

- Abelisauroidea indet.

- Deinonychosauria indet.

- Megalosauridae indet.

- Tetanurae indet.